# 탬파베이 밴디츠
| 탬파베이 밴디츠 |                                             |
| 콘퍼런스        | 동부 콘퍼런스                               |
| 디비전          | 센트럴 디비전 (1983년) 서던 디비전 (1984년) |
| 설립연도        | 1983년                                      |
| 해체연도        | 1986년                                      |
| 역사            | 탬파베이 밴디츠 (1983년~1986년)             |
| 경기장          | 탬파 스타디움                               |
| 연고지          | 플로리다주 탬파                             |
| 상징색          | 빨강, 은, 검정, 하양                        |
| 구단주          | 존 F. 바셋 스티븐 아키 버트 레이놀즈        |
| 감독            | 스티브 스퍼리어 (마지막 감독)               |
| 리그 우승       | -                                           |
| 콘퍼런스 우승   | -                                           |
| 디비전 우승     | -                                           |

탬파베이 밴디츠(Tampa Bay Bandits)는 1983년부터 1986년까지 플로리다주 탬파를 연고지로 하는 USFL의 동부 콘퍼런스 서던 디비전 소속 미식 축구팀이다.

## 역대 홈경기장
| 경기장          | 사용기간      | 수용인원 | 장소            | 비고 |
| --------------- | ------------- | -------- | --------------- | ---- |
| 탬파베이 밴디츠 |               |          |                 |      |
| 탬파 스타디움   | 1983년~1986년 | 74,301명 | 플로리다주 탬파 | 빈칸 |